# Constante gravitationnelle
Ne doit pas être confondu avec Constante gravitationnelle géocentrique, Constante gravitationnelle héliocentrique ou Constante gravitationnelle de Gauss.
Cette constante G ne doit pas être confondue avec g, accélération de la pesanteur ou unité d'accélération.
En physique, la constante gravitationnelle, aussi connue comme la constante universelle de gravitation, notée {\displaystyle G}, est la constante de proportionnalité de la loi universelle de la gravitation d'Isaac Newton. Cette constante physique fondamentale apparaît dans des lois de l'astronomie classique qui en découlent (gravité à la surface d'un corps céleste, troisième loi de Kepler, etc.), ainsi que dans la théorie de la relativité générale d'Albert Einstein.

## Noms
La constante est aussi connue comme :
- la constante de Newton[2] en l'honneur[3] d'Isaac Newton (1642-1727) car elle intervient dans l'expression de la loi que le savant britannique a proposée en 1687[4] ;
- la constante de Cavendish[2] en l'honneur de[5] Henry Cavendish (1731-1810) qui a réalisé, en 1797, une expérience permettant d'estimer la valeur de la constante[6] ;
- le grand G[7],[8] en raison de son symbole usuel G[9] .

## Analyse dimensionnelle
D'après Newton, la gravitation est une force d'attraction entre deux corps massifs qui, d'une part, est directement proportionnelle au produit de leur masse et, d'autre part, est inversement proportionnelle au carré de la distance qui sépare leur centre de masse respectif :
{\displaystyle \quad |\mathbf {F} |\propto {\frac {{m_{1}}{m_{2}}}{r^{2}}}}
L'analyse dimensionnelle permet de comparer la dimension d'une force :
{\displaystyle [|\mathbf {F} |]=M\cdot L\cdot T^{-2}}
et la dimension de {\displaystyle {\frac {{m_{1}}{m_{2}}}{r^{2}}}} :
{\displaystyle \left[{\frac {{m_{1}}{m_{2}}}{r^{2}}}\right]=M^{2}\cdot L^{-2}}
où {\displaystyle M} est la dimension d'une masse, {\displaystyle L} celle d'une longueur et {\displaystyle T} celle d'un temps.
Les deux termes n'étant pas de même dimension, la relation de proportionnalité permet de définir un facteur {\displaystyle G} de sorte que :
{\displaystyle |\mathbf {F} |=G{\frac {m_{1}\ m_{2}}{r^{2}}}}
Ce facteur est donc de dimension :
{\displaystyle [G]={\frac {[|\mathbf {F} |][r^{2}]}{[{m_{1}}{m_{2}}]}}=M^{-1}\cdot L^{3}\cdot T^{-2}}
Dans le système international d'unités, il s'exprime donc en m3 kg−1 s−2.
On distingue parfois les masses inertes des masses graves. Les masses reliées aux forces par l'équation fondamentale de la dynamique sont des masses inertes, les masses à l'origine du champ gravitationnel sont des masses graves. En physique classique, la loi de l'action et de la réaction implique que la force d'attraction est symétrique entre deux corps de masses respectives {\displaystyle m_{1}} et {\displaystyle m_{2}}, et donc que masse grave et masse inerte sont identiques. En mécanique relativiste, l'identité entre masse inerte et masse grave fait l'objet du principe d'équivalence. Il est cependant possible d'imaginer une mécanique newtonienne dans laquelle ces deux masses seraient différentes pour une substance donnée (mais de même dimension).

## Notation
C'est en 1873 que les physiciens français Alfred Cornu (1841-1902) et Jean-Baptistin Baille (1841-1918) introduisent explicitement une constante qu'ils nomment « constante de l'attraction » et notent {\displaystyle f} ,,.
La constante est couramment notée {\displaystyle G}, symbole correspondant à la lettre G majuscule de l'alphabet latin en italique.
D'après John J. Roche et John D. Barrow, ce symbole a été introduit, en 1885, par Arthur König et Franz Richarz.

## Valeur
La constante gravitationnelle {\displaystyle G} est une constante de proportionnalité de la force de gravitation (c'est-à-dire d'attraction entre les corps), cette dernière suivant la loi en carré inverse des distances et étant proportionnelle au produit des masses {\displaystyle m_{1}} et {\displaystyle m_{2}}.

### Valeur dans le Système international
{\displaystyle G} correspond à la force entre deux masses d'un kilogramme chacune, distantes d'un mètre.
En 2018, le CODATA recommande la valeur suivante, en unités SI :
{\displaystyle G=6{,}674\,30(15)\times 10^{-11}\;{\rm {m^{3}\,kg^{-1}\,s^{-2}}}}
où le nombre entre parenthèses est l'incertitude standard sur les derniers chiffres explicités, c'est-à-dire :
{\displaystyle \sigma _{G}=0{,}000\,15\times 10^{-11}\;{\rm {m^{3}\,kg^{-1}\,s^{-2}}}},
soit une incertitude relative de :
{\displaystyle {\frac {\sigma _{G}}{G}}=2{,}2\times 10^{-5}}, soit à 22 ppm près.
L'unité dérivée m3 kg−1 s−2 peut aussi être écrite N m2 kg−2.

### Valeur dans le système CGS
Dans le système CGS la valeur de la constante est :
{\displaystyle G=(6{,}674\,30\pm 0{,}000\,15)\times 10^{-8}\;{\rm {cm^{3}\,g^{-1}\,s^{-2}}}}.

### Valeur en unités naturelles
Dans les unités dites « naturelles », {\displaystyle G\,} et les autres constantes physiques comme la vitesse de la lumière {\displaystyle c\,} ont pour valeur 1.

### Nouvelles valeurs obtenues
D'après le rapport d'Erland Myles Standish (en) à l'Union astronomique internationale, en 1994, la meilleure estimation de la valeur de G était :
{\displaystyle G=6{,}672\,59(30)\times 10^{-8}\;{\rm {cm^{3}\ g^{-1}\ s^{-2}}}}
En 2007, J. B. Fixler, G. T. Foster, J. M. McGuirk et M. A. Kasevich ont obtenu la valeur suivante :
{\displaystyle G=6{,}693(72)\times 10^{-11}\;{\rm {m^{3}\ kg^{-1}\ s^{-2}}}}
Dans une étude menée en 2010, Harold V. Parks et James E. Faller ont obtenu une valeur différente de celle déjà trouvée :
{\displaystyle G=6{,}672\,34(14)\times 10^{-11}\;{\rm {m^{3}\ kg^{-1}\ s^{-2}}}}
En 2014 le CODATA recommandait la valeur suivante (supplantée maintenant par la valeur CODATA 2018), en unités SI :
{\displaystyle G=6{,}674\,08(31)\times 10^{-11}\;{\rm {m^{3}\ kg^{-1}\ s^{-2}}}}
soit une incertitude relative de {\displaystyle {\frac {\sigma _{G}}{G}}=4{,}6\times 10^{-5}}.

## Comparaison avec les autres forces fondamentales

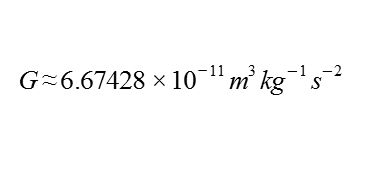
Approximation de la constante gravitationnelle G

Quand on compare les quatre forces fondamentales (force de gravitation, force électromagnétique, force faible, force forte), il apparaît que la force de gravitation est de très loin la plus faible de toutes. Par exemple, la force de gravitation entre un électron et un proton séparés par un mètre vaudrait environ 10-67 newton, tandis que la force électromagnétique entre les deux mêmes particules à la même distance vaudrait environ 10-28 newton, c'est-à-dire 39 ordres de grandeur (ou 1039 fois) plus importante.

## Mesures de la constante gravitationnelle
La constante gravitationnelle est l'une des constantes les plus difficiles à mesurer.
{\displaystyle {G}} a été mesurée directement la première fois par Henry Cavendish en 1798, inspiré par l'œuvre de John Michell. Il utilisa une balance de torsion avec deux boules en plomb placées le long d'une tige horizontale. La connaissance du moment d'inertie de l'ensemble tige+boules et de la constante de torsion du fil de suspension permet de calculer la fréquence des oscillations de la balance. La très faible attraction causée par deux autres boules, placées indépendamment à l'extrémité de la tige, cause une légère modification des oscillations, et permet de calculer la force de gravité entre les boules, et ainsi la valeur de la constante de gravitation. Cavendish trouve {\displaystyle 6{,}6\times 10^{-11}\;{\rm {N\cdot m^{2}\cdot kg^{-2}}}}. Cependant, son but n'était pas de mesurer cette constante, mais de mesurer la masse de la Terre.
La précision de la valeur mesurée de {\displaystyle {G}\ } a peu changé depuis cette première expérience. Cela est dû, non seulement à la faiblesse de la force de gravitation, mais aussi à l'impossibilité de s'affranchir réellement de la présence d'autres objets massifs (comme les murs du laboratoire...). Une très légère vibration du sol (provoquée par exemple par le passage d'un camion dans la rue) peut aussi compromettre la précision de la mesure. Une récente étude (Gillies, 1997) a montré que les valeurs publiées de la constante varient beaucoup, et que des mesures plus récentes et plus précises s'excluent mutuellement.
Historiquement, l’existence de cette constante apparaît donc avec la loi de la gravitation de Newton mais ne pouvait constituer à ce stade qu’une hypothèse.
La détermination de sa valeur a été réalisée à partir des expériences de Cavendish (1798). Les résultats de cette époque convergeaient vers une valeur unique (à des erreurs expérimentales acceptables près) démontrant par la même occasion l’existence de la constante.

## Constantes associées

### Paramètre gravitationnel standard
Le produit {\displaystyle GM} s'appelle le paramètre gravitationnel standard, noté {\displaystyle \mu } (mu).
Ce paramètre fournit une simplification pratique des différentes formules liées à la gravitation.
Selon que {\displaystyle M} désigne la masse de la Terre ou du Soleil, {\displaystyle \mu } s'appelle la constante gravitationnelle géocentrique ou héliocentrique.
En fait, pour la Terre et le Soleil, ce produit est connu avec une plus grande précision que celle associée à chacun des deux facteurs {\displaystyle G} et {\displaystyle M}. Il est ainsi possible d'utiliser la valeur du produit connue avec une plus grande précision, plutôt que de substituer les valeurs des deux paramètres.
Pour la Terre : {\displaystyle \mu =GM=398\,600{,}441\,8\pm 0{,}000\,8\ {\rm {km^{3}\cdot s^{-2}}}}, soit à 0,002 ppm = 2 ppb près, ce qui est 10 000 fois mieux que G seule.
Pour le Soleil : {\displaystyle 1{,}327\,124\,400\,18\pm 0{,}000\,000\,000\,08\times 10^{20}\ {\rm {m^{3}\cdot s^{-2}}}}, soit à 0,06 ppb près, ce qui est 366 666 fois mieux que G seule.

### Constante gravitationnelle de Gauss
De même, les calculs de la mécanique céleste peuvent être faits dans les unités de masse solaire plutôt que celles du Système international d'unités, comme le kilogramme.
Dans ce cas, on utilise la constante gravitationnelle de Gauss, qui se note {\displaystyle k} :
avec :
- {\displaystyle A} est une unité astronomique ;
- {\displaystyle D} est le jour solaire moyen ;
- {\displaystyle S} est la masse solaire.

Si à la place du jour solaire moyen, on utilise l'année sidérale comme unité de temps, la valeur de {\displaystyle {k}\ } est alors très proche de {\displaystyle 2\pi }.